# 小杉五郎右衛門 (11代)
小杉 五郎右衛門 (11代)（こすぎ ごろうえもん (じゅういちだい)、天明5年（1785年）頃 - 安政元年2月29日（1854年3月27日））は、江戸時代後期の近江商人。小杉五郎右衛門家中興の祖であり、コスギの遠祖。

## 生涯
初代小杉五郎右衛門は、六角氏に仕えていた位田源右衛門の家臣であったと伝えられ、六角氏衰退後帰農したとされる。享保2年（1717年）より小杉家は北陸地方への行商を始めたと伝えられている。11代五郎右衛門は近江神崎郡竜田村（現滋賀県東近江市五個荘竜田町）に生まれ、家業である行商に従事していた。
加賀藩領内では天保4年（1833年）以来の大飢饉により、農村が困窮を深め、打ちこわしも起きる事態となり、藩政立て直しのために天保8年6月（1837年7月）、徳政令を公布した。加賀藩内取引先に対して多大な売掛金を持つ五郎右衛門は、急ぎ加賀に向かい掛金取り立てを行ったが徳政令を盾に誰からも支払いを得ることは出来ず、意気消沈し帰村した五郎右衛門は善後策を検討するが良い案も出ず、無為に日を過ごしまるで病に罹ったかのように日夜伏せっていたとされる。
ある時、予てから親交がある松居遊見が見舞いに訪ねて来た。遊見は思慮分別を持ち情も深い士であるので、有りの儘の話をすれば何か良い案も出るかと思い、遊見の訪問を喜び憔悴の極みに至っていることを告げた。遊見は五郎右衛門の様子を眺めながら、いつもと違う冷淡な口調で「あなたは憔悴甚だしいので近日中に死んでしまうだろう。死んだら加賀の人達は喜び、賑やかに野辺送りをしてくれるに違いない。生きて心を痛めるくらいなら早く死んでしまえ。」と伝えた。あまりの言葉に茫然としていた五郎右衛門に対し、遊見は更に「僅かな損失で落胆し、病気になってしまう様な精神ではとても立派な商人にはなれない。」と言い放ち帰ってしまった。一人残された五郎右衛門は遊見の言葉に憤ったが、遊見の言葉を噛み締め黙考を重ねていくうちに突如遊見の言葉がおかしくなり「死んでしまえとは何だ、今に見ていろよ時期を見て利益を占め、立派な豪商になって見せこの恥辱をはらしてやる」と誓った。それから更に黙考を重ね、五郎右衛門は「加賀ではおそらく誰も商売をしたがらないはずだ。きっと物資も不足し、値段も高騰しているに違いない」「ならばいち早く加賀に行って商売を現金決済で行えば、大利を掴むことは疑いない。」との考えに至り、躊躇することなく準備を進めた。また、すぐに遊見を訪問しこのことを伝えたところ、遊見は手を打って賛成し「無礼を顧みず言いたい事を言ったのは、考えをめぐらして欲しかったからだ。恨みに持つような人だったら、あんなことは言わない。必ず奮起してくれる人だと思っていた。」「好機は得難いもの、早く準備を進めなさい。もし大損の後で資金が足りないならば、私が融通しましょう。」と言われ、大いに遊見に対して感謝した。
早速、五郎右衛門は多くの絹・布を仕入れ加賀に赴き現金決済での仕事を行った。予想通り加賀では物資が不足し商品価格の高騰も激しかったが、それでも飛ぶように物が売れた。損失を凌ぐ利益を得たばかりか、徳政令を盾に支払いに応じなかった加賀の商家から、五郎右衛門の機を見るに敏な行動に対して「商売は長い目で行うもの。大商人に不義を行うことは後日のためにならない」として、徳政令に構わず売掛金の支払いに応じる商家も出てきた。五郎右衛門は不幸を転じ幸となしたのは、時勢に投じて機を制する機敏さがあったからだと称えられた。
豪商となった後も、五郎右衛門は遊見からの厳しい言葉こそ自分にとって何よりもの資本だとし、遊見との交誼をより深め、松井家に災厄があった時には五郎右衛門が八方手を尽くしたと伝えられる。菩提寺である光澤寺の本堂・鐘楼を新築し、錦織寺の殿舎荒廃を嘆き多くの堂宇を寄進するなどの奉仕を積極的に行い、安政元年2月29日（1854年3月27日）数え70歳で京の店で死去した。なお、小杉家では「苦しいことをがまんして耐え忍ぶ」「怒りをこらえて他人の過ちを許す」と言う『勘忍』を家訓とし、その家訓の元となる「苦境の時こそ好機」を教えてくれた遊見の書『堪忍』を家宝とした。